# Totalvorbehalt
Unter Totalvorbehalt versteht man, dass die Verwaltung nicht nur für Eingriffe in Grundrechte der Bürger (Gesetzesvorbehalt), sondern auch für jede sonstige Tätigkeit einer parlamentsgesetzlichen Grundlage bedarf.
Dies entspricht allerdings nicht der herrschenden und vom Bundesverfassungsgericht vertretenen Ansicht vom Vorbehalt des Gesetzes. Nach ihr bedarf die Verwaltungstätigkeit außerhalb der Eingriffsverwaltung nur dann der gesetzlichen Grundlage, wenn es sich um eine wesentliche Entscheidung handelt (Wesentlichkeitstheorie).